# Женская сборная Коста-Рики по волейболу
Женская национальная сборная Коста-Рики по волейболу (исп. Selección femenina de voleibol de Costa-Rica) — представляет Коста-Рику на международных волейбольных соревнованиях. Управляющей организацией выступает коста-риканская федерация волейбола (исп. Federación Costarricense de Voleibol — FECOVOL).

## История
Коста-риканская федерация волейбола — член ФИВБ и NORCECA с 1970 года.
Дебют женской волейбольной сборной Коста-Рики прошёл во время I Центральноамериканских игр, прошедших в ноябре—декабре 1973 года в Гватемале. В волейбольном турнире Игр костариканки заняли третье место, уступив командам Панамы и Гватемалы и переиграв Никарагуа.
В следующем году женская сборная Коста-Рики приняла участие в первом розыгрыша Центральноамериканского Кубка — турнира, в котором выступают национальные команды стран-членов Ассоциации волейбольных федераций Центральной Америки (АFECAVOL), являющейся составной частью Конфедерации волейбола Северной, Центральной Америки и Карибского бассейна (NORCECA). Из 5 участниц команда Коста-Рики стала 4-й. В дальнейшем коста-риканские волейболистки из 18 подобных турниров приняли участие в 17-ти и 15 раз заняли первое место.
В центральноамериканском регионе сборная Коста-Рики имеет подавляющее преимущество над своими соперниками. Достаточно сказать, что с 1977 года костариканки в розыгрыше Кубка Центральной Америки не потерпели ни одного поражения, к тому же на 6 турнирах подряд (с 2006 по 2012 годы) не проиграли даже ни одной партии. Лишь в 2014 сборная Никарагуа сумела оказать достойное сопротивление бессменному региональному волейбольному лидеру, проиграв команде Коста-Рики только в пяти сетах. Розыгрыш 2016 года команда Коста-Рики пропустила, а в 2018 на турнире в Белизе впервые за почти 40 лет проиграла, уступив хозяйкам, но всё же вновь стала чемпионом. Похожая картина сложилась и в волейбольных турнирах Центральноамериканских игр. В прошедших 10-ти из них национальная команда Коста-Рики 8 раз выигрывала «золото» и по разу «серебро» и «бронзу».
В 1989 году сборная Коста-Рики впервые заявилась для участия в чемпионате NORCECA и заняла 7-е место среди 11 команд. С 1997 коста-риканская национальная команда практически постоянно (кроме 2005) выступает в континентальных первенствах, но выше предпоследнего места ей с тех пор ни разу подняться не удавалось. Также коста-риканские волейболистки регулярно участвуют и в других региональных турнирах — Панамериканском Кубке и Центральноамериканских и Карибских играх, выиграв бронзовые награды на Играх 2010 года.
В августе 2005 года на проходившем в Доминиканской Республике одном из групповых турниров квалификации чемпионата мира сборная Коста-Рики заняла 3-е место, что впервые принесло ей путёвку на мировое первенство. На самом же чемпионате, проходившем в октябре—ноябре 2006 в Японии, волейболистки Коста-Рики на предварительном этапе сумели одержать одну победу (над Кенией), но в остальных 4-х матчах потерпели поражения (от сборных Южной Кореи, Японии, Польши и Тайваня).
Через 4 года сборная Коста-Рики вновь была среди участников чемпионат мира, проходившего также в Японии, и показала результат такой же, как и четырьмя годами ранее — одна победа на первом групповом этапе над представителем Африки (теперь над командой Алжира) и 4 поражения (от Сербии, Польши, Японии и Перу).
С 1995 по 2011 годы сборную Коста-Рики возглавлял Браулио Годинес. В 2012 наставником национальной команды работал аргентинец Хавьер Пералес, которого в 2013 сменил бывший главный тренер сборной Аргентины Хорасио Бастит, но в 2015 к рулю сборной вновь вернулся Годинес. Многолетними лидерами команды Коста-Рики являлись сёстры Верания и Анхела Вильис Линдо.

## Результаты выступлений и составы

### Олимпийские игры
Сборная Коста-Рики принимала участие только в одном отборочном турнире Олимпийских игр.
- 2012 — не квалифицировалась

- 2012 (квалификация): Каталина Фернандес, Эвелин Сибаха Альфарес, Карен Копе Чарлз, Анхела Вильис Линдо, Сусана Чавес Гонсалес, Верания Вильис Линдо, Паола Рамирес Варгас, Киара Хименес Корралес, Даниэла Варгас Кирос, Ирен Фонсека Авила, Михаль Инес Куса, Даниэла Варгас Асофейта. Тренер — Хавьер Пералес.

### Чемпионаты мира
В чемпионатах мира 1952—1998 (основной турнир и квалификация) сборная Коста-Рики участия не принимала.
- 2002 — не квалифицировалась
- 2006 — 17—20-е место
- 2010 — 17—20-е место
- 2014 — не квалифицировалась
- 2018 — не квалифицировалась
- 2022 — не квалифицировалась
- 2025 — не квалифицировалась

- 2006: Дионисия Томпсон Смит, Ирен Фонсека Авила, Сильвия Марин, Ингрид Моралес, Карен Копе Чарлз, Анхела Вильис Линдо, Верания Вильис Линдо, Паола Рамирес Варгас, Ониха Пиннок, Джоана Мур, Каталина Фернандес Кампос, Марианела Альфаро Конехо. Тренер — Браулио Годинес.
- 2010: Дионисия Томпсон Смит, Каталина Фернандес Кампос, Адриана Чинчилья Монхе, Карен Копе Чарлз, Анхела Вильис Линдо, Мариэла Кесада Секейра, Верания Вильис Линдо, Паола Рамирес Варгас, Мэри Хадар Смит, Ирен Фонсека Авила, Михаль Инес Куса, Марианела Альфаро Конехо. Тренер — Браулио Годинес.
- 2014 (квалификация): Дионисия Томпсон Смит, Моника Пикадо Варгас, Вивиана Мурильо Чавес, Джоанна Гамбоа Бонилья, Анхела Вильис Линдо, Моника Муньос Ороско, Марсела Арайя Урбино, Верания Вильис Линдо, Паола Рамирес Варгас, Даниэла Варгас Кирос, Татьяна Сайлес Марин, Ирен Фонсека Авила, Михаль Инес Куса, Эвелин Сибаха Альфаро. Тренер — Хорасио Нестор Бастит.
- 2018 (квалификация): Таня Карасо Мартинес, Моника Пикадо Варгас, Йошира Харрис Франсис, Йоханна Гамбоа, Синтия Монхе Гусман, Мариэла Варгас Бренес, Паола Рамирес Варгас, Кьяра Хименес Коралес, Ирен Фонсека Авила, Михаль Инес Куса, Юлиана Гонсалес Альфаро, Аллисон Рамирес Варгас. Тренер — Сесар Салас Саласар.

### Чемпионаты NORCECA
До 1987 в чемпионатах NORCECA сборная Коста-Рики участия не принимала.
| - 1989 — 8-е место - 1991 — не участвовала - 1993 — не участвовала - 1995 — не участвовала - 1997 — 7-е место - 1999 — 7-е место - 2001 — 5-е место - 2003 — 6-е место - 2005 — не участвовала | - 2007 — 7-е место - 2009 — 7-е место - 2011 — 8-е место - 2013 — 8-е место - 2015 — 8-е место - 2019 — 7-е место - 2021 — 6-е место - 2023 — 7-е место |

- 2009: Джоанна Мур, Карен Копе Чарлз, Анхела Вильис Линдо, Мариэла Кесада Секейра, Сусана Чавес Гонсалес, Верания Вильис Линдо, Паола Рамирес Варгас, Трэси Фернандес, Мелисса Фернандес, Ирен Фонсека Авила, Михаль Инес Куса, Марианела Альфаро Конехо. Тренер — Браулио Годинес.
- 2011: Каталина Фернандес Кампос, Анхела Вильис Линдо, Сусана Чавес Гонсалес, Верания Вильис Линдо, Паола Рамирес Варгас, Киара Хименес Корралес, Даниэла Варгас Кирос, Ирен Фонсека Авила, Амелия Ариас, Михаль Инес Куса, Даниэла Варгас Асофейта, Марианела Альфаро Конехо. Тренер — Браулио Годинес.
- 2013: Дионисия Томпсон Смит, Вивиана Мурильо Чавес, Джоанна Гамбоа Бонилья, Анхела Вильис Линдо, Юлианна Гонаслес, Верания Вильис Линдо, Паола Рамирес Варгас, Даниэла Варгас Кирос, Моника Кастро Марин, Ирен Фонсека Авила, Михаль Инес Куса, Эвелин Сибаха Альфаро. Тренер — Хорасио Нестор Бастит.
- 2015: Моника Пикадо Варгас, Вивиана Мурильо Чавес, Мелисса Родригес Гамбоа, Татьяна Сайлес Мартин, Ирен Фонсека Авила, Таня Карасо Мартинес, Михаль Инес Куса, Мария Фернандес Альфаро Бонилья, Эвелин Сибаха Альфаро, Валерия Кампос Томпсон, Моника Кастро Марин, Мариэла Варгас. Тренер — Браулио Годинес.
- 2019: Лакиша Томпсон Эспиноса, Эухения Рамирес, Джулисса Родригес, Тамара Эспиноса Рохас, Мария-Хосе Кастро Руэда, Виктория Маньюччи Франсис, Жоселин Эрнандес Гамбоа, Моника Кастро Марин, Мария Арройо Валье, Валерия Мадрис Пьедра, Беатрис Саэнс Кото. Тренер — Хосе-Мигель Брисеньо Торрес.

### Панамериканские игры
Сборная Коста-Рики принимала участие только в одном волейбольном турнире Панамериканских игр.
- 2007 — 8-е место

### Панамериканский Кубок
| - 2002 — не участвовала - 2003 — не участвовала - 2004 — 9-е место - 2005 — 11-е место - 2006 — 11-е место - 2007 — 8-е место - 2008 — 9-е место - 2009 — 8-е место - 2010 — 11-е место - 2011 — 11-е место - 2012 — 9-е место | - 2013 — 11-е место - 2014 — 10-е место - 2015 — 11-е место - 2016 — 12-е место - 2017 — не участвовала - 2018 — 12-е место - 2019 — отказ от участия - 2021 — не участвовала - 2022 — 8-е место - 2023 — 10-е место - 2024 — 11-е место |

- 2014: Дионисия Томпсон Смит, Вивиана Мурильо Чавес, Джоанна Гамбоа Бонилья, Анхела Вильис Линдо, Моника Муньос Ороско, Паола Рамирес Варгас, Даниэла Варгас Кирос, Татьяна Сайлес Марин, Марсело Арайя Урбино, Ирен Фонсека Авила, Михаль Инес Куса, Эвелин Сибаха Альфаро. Тренер — Хорасио Нестор Бастит.
- 2015: Моника Пикадо Варгас, Вивиана Мурильо Чавес, Мелисса Родригес Гамбоа, Марсела Арайя Урбино, Татьяна Сайлес Мартин, Ирен Фонсека Авила, Михаль Инес Куса, Мария Фернандес Альфаро Бонилья, Эвелин Сибаха Альфаро, Валерия Кампос Томпсон, Моника Кастро Марин, Мари Адар Смит. Тренер — Браулио Годинес.
- 2016: Моника Пикадо Варгас, Вивиана Мурильо Чавес, Мелисса Родригес Чаваррия, Юлиана Гонсалес Альфаро, Адриана Солис Рохас, Паола Рамирес Варгас, Даниэла Варгас Кирос, Татьяна Сайлес Мартин, Ирен Фонсека Авила, Михаль Инес Куса, Мария Фернандес Альфаро Бонилья, Моника Кастро Марин. Тренер — Браулио Годинес.

### Лига NORCECA
- 2022 — 4-е место

### Интернациональная лига NORCECA
- 2023 —  2-е место

### «Финал четырёх» NORCECA
- 2024 — 4-е место

### Центральноамериканский «Финал четырёх»
- 2024 —  2-е место

### Центральноамериканские и Карибские игры
До 1974 в Центральноамериканских и Карибских играх сборная Коста-Рики участия не принимала.
| - 1978 — 7-е место - 1982 — не участвовала - 1986 — не участвовала - 1990 — не участвовала - 1993 — не участвовала - 1998 — не участвовала | - 2002 — 5-е место - 2006 — 7-е место - 2010 — 3-е место - 2014 — 7-е место - 2018 — 8-е место - 2023 — 6-е место |

- 2010: Дионисия Томпсон Смит, Каталина Фернандес Кампос, Адриана Чинчилья Монхе, Карен Копе Чарлз, Анхела Вильис Линдо, Мариэла Кесада Секейра, Сусана Чавес Гонаслес, Верания Вильис Линдо, Паола Рамирес Варгас, Ирен Фонсека Авила, Михаль Инес Куса, Марианела Альфаро Конехо. Тренер — Браулио Годинес.
- 2014: Моника Пикадо Варгас, Вивиана Мурильо Чавес, Анхела Вильис Линдо, Моника Муньос Ороско, Верания Вильис Линдо, Паола Рамирес Варгас, Даниэла Варгас Кирос, Татьяна Сайлес Марин, Ирен Фонсека Авила, Таня Карасо Мартинес, Михаль Инес Куса, Валерия Кампос Юмисоль. Тренер — Хорасио Нестор Бастит.
- 2018: Танния Карасо Мартинес, Жоселин Эрнандес Гамбоа, Джоанна Гамбоа, Эдья Эспиноса Рохас, Мелисса Кампос, Мария-Хосе Кастро Руэда, Валерия Мадрис Пьедра, Марианна Родригес, Кьяра Хименес Корралес, Ариана Поррас Варгас, Ирен Фонсека Авила, Юлиана Гонсалес Альфаро, Юриана Линарес Сомаррибас. Тренер — Сесар Салас Саласар.

### Центральноамериканские игры
| - 1973 — 3-е место - 1977 — 1-е место - 1986 — 1-е место - 1990 — 1-е место - 1994 — 1-е место | - 1997 — 2-е место - 2001 — 1-е место - 2010 — 1-е место - 2013 — 1-е место - 2017 — 1-е место |

### Центральноамериканский Кубок
| - 1974 — 4-е место - 1976 — 2-е место - 1977 — 1-е место - 1987 — 1-е место - 1989 — 1-е место - 1991 — не участвовала - 1993 — 1-е место - 1995 — 1-е место - 1997 — 1-е место - 1999 — 1-е место - 2000 — 1-е место | - 2002 — 1-е место - 2004 — 1-е место - 2006 — 1-е место - 2008 — 1-е место - 2010 — 1-е место - 2012 — 1-е место - 2014 — 1-е место - 2016 — не участвовала - 2018 — 1-е место - 2021 — 1-е место - 2023 — 1-е место |

## Состав
Сборная Коста-Рики в соревнованиях 2024 года (Центральноамериканский «Финал четырёх», «Финал четырёх» NORCECA, Панамериканский Кубок).
| №  | Имя, фамилия               | Год рождения | Рост | Амплуа      | Клуб                                         |
| -- | -------------------------- | ------------ | ---- | ----------- | -------------------------------------------- |
| 1  | Танния Карасо Мартинес     | 1996         | 169  | нападающая  | «Гойкоэчеа» Гуадалупе                        |
| 2  | Николь Саласар Рохас       | 2003         | 171  | связующая   | «Гойкоэчеа» Гуадалупе                        |
| 4  | Юлисса Родригес            | 2000         | 185  | центральная | «Санта-Барбара»                              |
| 5  | Тамара Эспиноса Рохас      | 2000         | 170  | нападающая  | «Гойкоэчеа» Гуадалупе                        |
| 6  | Лакиша Томпсон Эспиноса    | 2002         | 174  | центральная | «Сан-Хосе»                                   |
| 7  | Хулиана Гонсалес Альфаро   | 1995         | 175  | связующая   | «Санта-Барбара»                              |
| 8  | Мария-Хосе Кастро Руэда    | 2001         | 159  | либеро      | «Гойкоэчеа» Гуадалупе                        |
| 8  | Шейла Альварес Кортес      | 2006         | 171  | связующая   | «Сан-Карлос»                                 |
| 9  | Санта Волковс Думбрайтис   | 2000         | 175  | нападающая  | Универсидад Насьональ де Коста-Рика (Эредия) |
| 10 | Николь Мата Мата           | 2004         | 173  | нападающая  | «Сан-Хосе»                                   |
| 11 | Татьяна Сайлес Марин       | 1997         | 181  | нападающая  | «Сан-Хосе»                                   |
| 12 | Даниэла Монге Камачо       | 2001         | 170  | связующая   | «Картаго»                                    |
| 12 | Хесрель Кабесас            | 2006         | 176  | нападающая  | «Санта-Барбара»                              |
| 14 | Ана Виктория Рохас Ласо    | 2002         | 174  | нападающая  | «Картаго»                                    |
| 15 | Мариана Родригес           | 1999         | 178  | центральная | «Санта-Барбара»                              |
| 16 | Мелина Абарка Мора         | 2005         | 184  | нападающая  | «Сикиррес»                                   |
| 17 | Мария Альфаро Боланьос     | 1996         | 179  | центральная | «Сан-Хосе»                                   |
| 18 | Дарина Леон Гамбоа         | 2006         | 185  | центральная | «Сан-Хосе»                                   |
| 20 | Присилья Альфаро Альварадо | 2003         | 182  | нападающая  | Универсидад де Коста-Рика (Сан-Хосе)         |
| 20 | Насарет Мата Мата          | 2006         | 172  | нападающая  | «Турриальба»                                 |
| 22 | Беннет Блэквуд             | 2003         | 175  | нападающая  | «Картаго»                                    |

- Главные тренеры — Карлос Кесада Прието (июнь), Браулио Годинес Бланко (август).
- Тренеры — Рональд Перес Лопес (июнь), Эстебан Бальестеро Ордоньес (август).